# 天主教魯倫蓋-恩加拉教區
天主教魯倫蓋-恩加拉教區 （拉丁語：Dioecesis Rulengensis-Ngaraensis）是坦桑尼亞一個羅馬天主教教區，屬姆萬扎總教區。
1929年4月8日設立宗座代牧區，1953年3月25日升為教區。
教區位於卡蓋拉區南部，座堂位於魯倫蓋。2010年有168,921名教友（佔轄區總人口20.2%）、十五個堂區、四十一名司鐸。現任教區主教為塞維林‧尼韋穆吉齊。